# Expedición de Antonio de Vea

Expedición de Antonio de Vea, en 1675-76. La travesía desde El Callao hasta Chiloé que llegó hasta la isla Alejandro Selkirk no aparece en el mapa.

La expedición de Antonio de Vea (1675-1676) fue una expedición naval española a los canales y fiordos de la Patagonia occidental destinada a investigar posibles bases navales de los enemigos europeos de España, especialmente ingleses. Aunque no fue la primera, sí fue la mayor de las expediciones contando con 256 hombres, dos botes, nueve dalcas y un barco de altamar.: 557  La expedición diluyó las sospechas de alguna intromisión inglesa en Patagonia, aumentó considerablemente el conocimiento geográfico de las islas, fiordos y canales de la zona, pero el interés de la metrópolis colonial disminuyó rápidamente.

## Contexto histórico
La expedición fue motivada por las sospechas que abrió la llegada inesperada de la expedición de John Narborough a Valdivia el 15 de diciembre de 1670. Las noticias de tales planes fueron llevadas a España desde varias fuentes. El marqués Fernando Fajardo y Álvarez de Toledo supo de ellos cuando fue embajador en la corte de Inglaterra. También se supo por las declaraciones de los prisioneros tomados durante la estancia de Narborough en la bahía de Corral (Chile) a fines de diciembre de 1670. Es posible que los españoles lo hayan escuchado de los canoeros de la Patagonia.
El gobernador de Chiloé envió a principios de 1674 una expedición dirigida por Jerónimo Díaz de Mendoza dirigida al sur para investigar los rumores. Jerónimo Díaz de Mendoza trajo a su regreso al indígena que más tarde sería conocido como Cristóbal Talcapillan quien aprendió el mapudungún local y se hizo conocido por sus aseveraciones sobre la presencia de europeos en el extremo sur. causando gran preocupación entre las autoridades españolas. quienes inquirieron más información de Talcapillán y la contrastaron con las declaraciones de marineros españoles que le dieron credibilidad a las del allegado.
Según Talcapillán, los ingleses, a quien llamaba "morohuinca" tenían dos poblados, uno en un lugar llamado Callanac y otro en una isla llamada Allauta. En Callanac, según él, los ingleses estarían construyendo una fortaleza con ayuda de los indígenas, que un indígena llamado León fue llevado y traído desde Europa y que había un barco español encallado frente a Lluctui, una isla controlada por los ingleses.

## Expedición

### Preparaciones en Perú y travesía a Chiloé

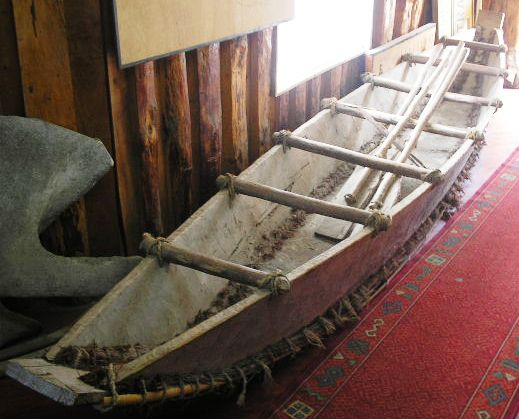
Reconstrucción de una dalca en el museo de Dalcahue.

Antonio de Vea estaba de paso en Portobelo, Panamá, cuando fue designado para la organización y conducción de la expedición,: 541  lo que fue hecho en El Callao, Virreinato del Perú, y zarpó a Chiloé el 21 de septiembre.: 543  De Vea navegó en la Nuestra Señora del Rosario y Ánimas del Purgatorio con los materiales destinados a la construcción de dos "botes grandes" en Chiloé.: 541  En Chiloé la expedición fue dividida en un grupo a cargo directo de Antonio de Vea que navegaría hacia el sur siguiendo la línea de la costa y otro grupo dirigido por Pascual de Iriate que navegaría a mar abierto directamente desde Chiloé hasta la entrada occidental del estrecho de Magallanes, que sería el punto de reunión de ambas partidas.: 541 
El 13 de octubre la expedición avistó la deshabitada isla Alejandro Selkirk sin desembarcar en ella.: 544  De Vea informa que un marino de origen africano murió el 29 de octubre. La Península de Lacuy, en el extremo noroeste de la isla de Chiloé, y los territorios aledaños fueron avistados el 30 de octubre.: 546  Cuando la nave de Vea intento entrar al canal de Chacao utilizando la marea entrante, encalló en la roca Remolino, quedando la nave seriamente dañada.: 546  Dos dalcas rescataron a la infantería que viajaba en la nave mientras Vea y sus marinos lograron hasta la tarde destrabar la nave y vararla en la playa.: 546 

### Archipiélago Guaitecas
El 28 de noviembre salió la expedición desde el astillero de Chiloé: 557 : 555  Cerca de nueve dalcas adicionales salieron con los dos botes grandes traídos desde El Callao por la expedición.: 557  La partida de Vea tenía como guía a Bartolomé Gallardo, un soldado criollo que había explorado la región el verano anterior con el jesuita Antonio de Amparán y Cristóbal Talcapillán. La partida de Vea estaba compuesta de 70 españoles, entre ellos 16 marinos de Perú y Chile más 60 canoeros. Durante el viaje al sur, la expedición encontró bosques del ciprés de las Guaitecas que de Vea llamó cipreses españoles: 564  y pescó con redes más de 200 Dissostichus eleginoides conocida hoy como merluza chilena.: 564 

### Laguna San Rafael
La expedición llegó a la laguna San Rafael el 11 de diciembre, anotando en la bitácora el fuerte viento, el glaciar San Rafael y las pantanosas riberas del istmo de Ofqui.: 567 : 568  De Vea entró a la laguna a través del río Témpanos sin mencionar haber visto algún témpano, pero constatando que el glaciar no se adentraba mucho en la laguna. Esta información ha sido interpretada por los glaciólogos como una prueba de que los efectos de la Pequeña Edad de Hielo aún no se evidenciaban a fines del siglo XVII.

### Cruce del istmo de Ofqui

der

Al sur de la laguna San Rafael la expedición fue dividida en dos grupos, uno quedaría atrás esperando y otro, compuesto de 40 españoles y 40 canoeros, continuaría al sur cruzando el istmo de Ofqui por tierra. El grupo era conducido por Antonio de Vea y llevaba también a Talcapillán y Bartolomé Gallardo. Las 4 dalcas de Vea fueron desmontadas, sus partes arrastradas por tierra pantanosa y sobre la divisoria de aguas entre las cuencas de la laguna San Rafael y el río San Tadeo. El terreno pantanoso convirtió la corta distancia en un largo camino: 569  tras el cual fueron montadas otra vez al llegar a los orígenes del río San Tadeo, aunque no está claro si fue el río Negro o el río Lucac. Desde allí se navega aguas abajo hasta la desembocadura del río San Tadeo, llamada hoy paso Expedición, que es la orilla norte del golfo de Penas, adonde llegaron  el 23 de diciembre. Allí pescaron otra vez con gran suerte más de 100 merluzas.: 572  El día 24 de diciembre el tiempo les permitió salir y llegaron hasta la isla San Javier, llamada San Esteban por de Vea.: 573 
El 25 y 26 de diciembre la expedición emboscó y capturó a varios chonos en la isla San Javier, incluidos niños y una vieja mujer.: 573  La mujer, cuya edad de Vea estimó en 70 años, comentó a los españoles, Talcapillán y Lázaro Gómez como intérpretes, que había conflictos con un grupo de indígenas llamados Caucahues que tenía metales obtenidos del ancla de un barco europeo,: 574 : 576  y que estaban al tanto de la expedición española por medio de un indígena huido de Calbuco y que por eso estaban escondidos.: 574  La mujer declaró que el naufragio desde donde provenía el ancla había ocurrido cuando ella era muy joven.: 576  Guiados por ella, la partida encontró el esqueleto de una ballena y cerca de ahí un campamento caucahue y muchos perros: 576 : 577  cuyos dueños, presumieron los españoles, habían huido al continente.: 577 
Sin embargo, Antonio de Vea concluyó que Talcapillán no era un traductor confiable porque la mujer explicó que ella nunca había dicho algo de un ancla. Talcapillán se retractó y culpó a Bartolomé Gallardo y a su padre Francisco Gallardo de haberlo coercido a mentir.: 578 
Antes de retornar al norte, la expedición fijó una placa de bronce en la isla San Javier declarando que los esos territorios pertenecían al Rey de España.
En su regreso al norte alcanzaron las islas Guaitecas el 22 de enero y cuatro días más tarde el astillero de Chiloé. Antonio de Vea reportó haber alcanzado la latitud 49°19'S, lo que es una exageración o un error.: 582 

### Partida de Pascual de Iriarte
Cuando Antonio de Vea partió al sur, se pensaba que la partida de Pascual Iriarte saldría apenas terminasen las reparaciones a la nave Nuestra Señora del Rosario y Ánimas del Purgatorio. Las demoras en las reparaciones causaron que se usara otro navío para navegar en mar abierta al sur.
Dieciséis hombres del navío murieron frente a las islas Evangelistas: 590  cuando un destacamento enviado a tierra para colocar una placa de bronce con la declaración de la propiedad del Rey de España sobre esos territorios se perdió en una repentina tormenta.: 590  El mal tiempo obligó a la partida de Iriarte a retornar al norte sin buscar al grupo perdido.
La expedición alcanzó aproximadamente la latitud 52°30'S antes de retornar al norte para llegar con un barco en malas condiciones y una tripulación deshidratada al fuerte de Carelmapu el 6 de marzo de 1676.: 587 

## Consecuencias
La expedición volvió a su punto de partida en El Callao en abril de 1676,: 595–596  donde se había llamado a las armas a 8.433 hombres para enfrentar un conflicto eventual con Inglaterra y se habían recibido donaciones con el mismo fin.
El Virrey del Perú Baltasar de la Cueva y Enríquez de Cabrera ordenó a los gobiernos de la Capitanía General de Chile, la Gobernación de Chiloé y la Gobernación del Río de La Plata hacer averiguaciones sobre el destino de los marinos desaparecidos en los islotes Evangelistas, pero no obtuvo resultados y se presume que el bote se perdió en la misma tormenta que obligó a la nave de Iriarte a abandonar el área.
Antonio de Vea concluyó y convenció a las autoridades españolas que los rumores sobre asentamientos ingleses en las costas o islas de la Patagonia occidental eran falsos.: 591  A pesar de la abundancia de mariscos, lobos marinos y ballenas no era posible establecer asentamientos europeos en un clima tan adverso y que los suelos no tenía la fertilidad para el cultivo de cereales.: 591  Cuando aparecieron en 1676 en la corte española nuevos rumores de expediciones y asentamientos ingleses, esta vez en el estrecho de Magallanes, el foco de atención peninsular se dirigió al estrecho y no a las costas occidentales de Patagonia, considerando esta vez que podrían ser abastecidos por tierra desde el norte, lo que no era posible en la Patagonia occidental.
A pesar de haber sido en cierta manera fallida, la expedición de Vea hizo un aporte significativo al conocimiento español de las costas patagónicas y su mapa fue un hito de la cartografía local. No se sabe de otros mapas españoles de la costa oeste de Patagonia hasta el elaborado por José de Moraleda y Montero a fines del siglo XVIII.
Tras esta expedición y durante las siguientes décadas hubo una baja tanto en la actividad misionera como en la búsqueda de posibles colonias europeas en la costa oeste de Patagonia y el interés en el área solo reapareció con las noticias del encallamiento de la fragata inglesa HMS Wager en el archipiélago Guayaneco.